# Felix von Hartmann
Felix von Hartmann (ur. 15 grudnia 1851 w Münsterze, zm. 11 listopada 1919 w Kolonii) – niemiecki biskup rzymskokatolicki, biskup Münsteru w latach 1911–1912, arcybiskup metropolita Kolonii w latach 1913–1919, kardynał prezbiter od 1914.

## Życiorys
Święcenia kapłańskie przyjął w 1874. W 1911 został biskupem Münsteru, a w 1912 arcybiskupem Kolonii. 25 marca 1914 papież Pius X kreował go kardynałem z tytułem prezbitera bazyliki św. Jana w Łacińskiej Bramie. W tym samym roku wziął udział w konklawe wybierającym Benedykta XV.
W 1916 został członkiem pruskiej Izby Panów. Podczas I wojny światowej jako wysłannik papieża pośredniczył w sprawach jeńców.